# المجر في الألعاب الأولمبية الصيفية 1896
شاركت مملكة المجر في الألعاب الأولمبية الصيفية 1896 في أثينا، اليونان. مُثّلت المجر بسبعة رياضيين في ست رياضات. حقّق المجريون 6 ميداليات في هذه الدورة. فُصلت نتائج النمساويين والمجريين في الدورات الأولمبية الأولى على الرغم من اتحادهم في تلك الفترة تحت الإمبراطورية النمساوية المجرية.

## الميداليات
| الميدالية | الرياضيّ             | الرياضة                | الحدث                                               | التاريخ  |
| --------- | ------------------- | ---------------------- | --------------------------------------------------- | -------- |
| ذهبية     | Alfréd Hajós        | Swimming [الإنجليزية]  | Men's 100 m freestyle [الإنجليزية]                  | 11 أبريل |
| ذهبية     | Alfréd Hajós        | Swimming [الإنجليزية]  | Men's 1200 m freestyle [الإنجليزية]                 | 11 أبريل |
| فضية      | Nándor Dáni         | Athletics [الإنجليزية] | Men's 800 m [الإنجليزية]                            | 9 أبريل  |
| برونزية   | Alajos Szokolyi     | Athletics [الإنجليزية] | سباق 100 متر رجال في الألعاب الأولمبية الصيفية 1896 | 6 أبريل  |
| برونزية   | Gyula Kellner       | Athletics [الإنجليزية] | Men's marathon [الإنجليزية]                         | 10 أبريل |
| برونزية   | Momcsilló Tapavicza | Tennis [الإنجليزية]    | Men's singles [الإنجليزية]                          | 11 أبريل |

| الرياضة     |   |   |   | الإجمالي |
| السباحة     | 2 | 0 | 0 | 2        |
| ألعاب القوى | 0 | 1 | 2 | 3        |
| التنس       | 0 | 0 | 1 | 1        |
| الإجمالي    | 2 | 1 | 3 | 6        |

## الرياضات
| الرياضة                    | الرجال | السيدات | الإجمالي |
| -------------------------- | ------ | ------- | -------- |
| Athletics [الإنجليزية]     | 3      | 0       | 3        |
| Gymnastics [الإنجليزية]    | 2      | 0       | 2        |
| Swimming [الإنجليزية]      | 1      | 0       | 1        |
| Tennis [الإنجليزية]        | 1      | 0       | 1        |
| Weightlifting [الإنجليزية] | 1      | 0       | 1        |
| Wrestling [الإنجليزية]     | 1      | 0       | 1        |
| الإجمالي                   | 7      | 0       | 7        |

| الميداليات حسب التاريخ | الميداليات حسب التاريخ | الميداليات حسب التاريخ | الميداليات حسب التاريخ | الميداليات حسب التاريخ | الميداليات حسب التاريخ | الميداليات حسب التاريخ |
| ---------------------- | ---------------------- | ---------------------- | ---------------------- | ---------------------- | ---------------------- | ---------------------- |
| اليوم                  | التاريخ                |                        |                        |                        | Total                  |                        |
| 1                      | 6 أبريل                | 0                      | 0                      | 1                      | 1                      |                        |
| 2                      | 7 أبريل                | 0                      | 0                      | 0                      | 0                      |                        |
| 3                      | 8 أبريل                | 0                      | 0                      | 0                      | 0                      |                        |
| 4                      | 9 أبريل                | 0                      | 1                      | 0                      | 1                      |                        |
| 5                      | 10 أبريل               | 0                      | 0                      | 1                      | 1                      |                        |
| 6                      | 11 أبريل               | 2                      | 0                      | 1                      | 3                      |                        |
| 7                      | 12 أبريل               | 0                      | 0                      | 0                      | 0                      |                        |
| 8                      | 13 أبريل               | 0                      | 0                      | 0                      | 0                      |                        |
| الإجمالي               | الإجمالي               | 2                      | 1                      | 3                      | 6                      |                        |